# Нове Донське кладовище
Новий донський цвинтар (рос. Новое Донское кладбище) — старовинний цвинтар м. Москви. Межує з півдня із Донським монастирем. Не слід плутати зі старим Донським цвинтарем XVIII—XIX століть, розташованим на території самого монастиря.

## Розташування
Розташоване у південно-західній частині Москви у Донському районі Південного адміністративного округу Москви за адресою: Донська площа, 1. Площа цвинтаря становить близько 13 гектарів. На території Нового цвинтаря споруджений перший у Москві крематорій.

## Історія
Цвинтар був утворений на початку XX століття у зв'язку з переповненням монастирського некрополя, який виник у 1591 році на території Донського монастиря.

## Відомі особистості, що поховані на кладовищі
- Абель Рудольф Іванович — російський розвідник
- Александров Павло Олександрович — видатний юрист
- Бабель Ісак Еммануїлович — письменник
- Божович Лідія Іллівна — психолог
- Бованенко Вадим Дмитрович — радянський геофізик.
- Бочвар Андрій Анатолійович — російський металознавець
- Блюхер Василь Костянтинович — військовий діяч
- Вільмонт Катерина Миколаївна — російська письменниця
- Довнар-Запольський Митрофан Вікторович — науковець
- Єгоров Олександр Ілліч — воєначальник
- Каппель Володимир Оскарович — генерал, учасник Білого руху
- Косіор Станіслав Вікентійович — партійний діяч
- Кольцов Михайло Юхимович — журналіст
- Краснощоков Олександр Михайлович — соціал-демократ
- Лангемак Георгій Еріхович — науковець
- Меєргольд Всеволод Емільович — театральний режисер
- Молодий Конон Трохимович — розвідник
- Наришкін Михайло Михайлович — декабрист
- Новодворська Валерія Іллівна — російська дисидентка та правозахисниця.
- Олєв Наум Миронович — поет
- Постишев Павло Петрович — партійний діяч
- Свистунов Петро Миколайович — декабрист
- Сєров Валентин Олександрович — художник
- Тухачевський Михайло Миколайович — військовий діяч
- Уборевич Ієронім Петрович — політичний діяч
- Чубар Влас Якович — партійний діяч
- Якір Йона Еммануїлович — військовий діяч